# Дулебов, Егор Олимпиевич
Егор Олимпиевич Дулебов (1883/1884 — 1908) — российский террорист, член Боевой организации социалистов-революционеров, убийца уфимского губернатора Николая Богдановича.

## Биография
Егор Дулебов родился, по разным данным, либо в 1883, либо в 1884 году в крестьянской семье. С юношеских лет работал слесарем в железнодорожной мастерской в городе Уфе. Там, в 1901 году, он познакомился с социалистом-революционером Егором Созоновым, высланным в Уфу под полицейский надзор за участие в студенческих движениях, и вошёл в его революционный кружок. Вскоре после этого Созонов познакомил Дулебова с руководителем так называемой «Боевой организации социалистов-революционеров» Григорием Гершуни. Гершуни предложил Дулебову совершить убийство уфимского генерал-губернатора Николая Богдановича, приговорённого к смерти партией социалистов-революционеров (эсеров) за расстрел рабочей забастовки в Златоусте, на что тот дал согласие.

## Убийство Богдановича
Убийство Богдановича было намечено Гершуни на 6 мая 1903 года. Несмотря на то, что член ЦК партии эсеров Евно Азеф, ставший впоследствии главой «Боевой организации», предлагал для совершения убийства двух уже проверенных в деле её членов, скрывавшихся в то время в Двинске, исполнителем был назначен Дулебов. В день проведения акции Дулебов отправился в уфимский городской сад, где любил гулять губернатор. Подойдя к нему, террорист несколько раз выстрелил, бросил листок с приговором «Боевой организации» рядом с телом Богдановича, и побежал. Полицейские пытались организовать преследование, но Дулебов начал стрелять, и вскоре они отстали. Убийце пришлось бежать вместе с Гершуни из Уфы, после чего его переправили за границу. Сам же Гершуни вскоре был арестован в Киеве, и сослан впоследствии на бессрочную каторгу.

## Дальнейшая судьба
Через некоторое время Дулебов под фамилией Агапова вернулся в Российскую империю. Скрываясь поочерёдно в Екатеринбурге, Саратове и Баку, он продолжал вести революционную деятельность, работал в местных типографиях партии эсеров. Весной 1904 года Дулебов получил предложение войти в «Боевую организацию» и принять участие в покушении на министра внутренних дел Российской империи Вячеслава Плеве. Впоследствии организатор покушения на Плеве и заместитель Азефа в организации Борис Савинков писал:
…В боевой организации все товарищи относились к нему с большим уважением за его отвагу, преданность делу и практический опыт…
Во время подготовки к акции, согласно воспоминаниям того же Савинкова, Дулебов сильно сблизился с членами «Боевой организации» Иваном Каляевым и Дорой Бриллиант. Дулебов осуществлял наружное наблюдение за каретой Плеве во время подготовки к его убийству. Основным метальщиком бомбы был назначен его давний друг Егор Созонов. Покушение удалось совершить 28 июля 1904 года, после чего Дулебов и все оставшиеся после ареста на месте убийства Созонова и метальщика Сикорского спешно уехали из Санкт-Петербурга. Вскоре, в августе 1904 года Дулебов и ещё один член «Боевой организации» Максимилиан Швейцер вернулись в Петербург с целью организации покушения на петербургского градоначальника Трепова, которое впоследствии сорвалось. 26 февраля 1905 года Швейцер погиб в результате неосторожного обращения со взрывчатыми веществами в гостинице «Бристоль», после чего полиция начала активный розыск его сообщников. 16-17 марта 1905 года Дулебов в числе семнадцати членов «Боевой организации», как позже выяснится, в результате предательства Татарова, был арестован полицией. Почти все арестованные были освобождены по манифесту об амнистии 17 октября 1905 года. Дулебов же психически заболел в Петропавловской крепости, и был отправлен в психиатрическую больницу имени Николая Чудотворца, где в 1908 году и скончался, так и не назвав своего настоящего имени (всё это время Дулебов значился во всех документах как Агапов).